# Suffisso aggettivale
In grammatica, il suffisso aggettivale è un suffisso derivativo che permette di derivare un aggettivo da una base nominali, aggettivali, o verbali.
I principali suffissi aggettivali sono:
denominali-ale (posta -> postale); -ano (paese -> paesano); -are (sole -> solare); -ato, -ata, -uto, -uta (ala -> alato); -esco (dante -> dantesco); -ico (nord -> nordico); -ivo (abuso -> abusivo); -izio, -izia (impiegato -> impiegatizio); -oide (intellettuale -> intellettualoide); -oso, -osa (costo -> costoso); -ese (Milano -> milanese).
deaggettivali-astro (blu -> bluastro); -iccio (bianco -> bianchicchio); - igno (aspro -> asprigno); -ognolo (amaro -> amarognolo); -occio (grasso -> grassoccio); più i suffissi alterativi.
deverbali-abile (applicare-> applicabile);  -ente (diffidare-> diffidente);  -ibile (deperire -> deperibile); -evole (mutare -> mutevole)